# Очајница (биљка)
Очајница , познатија као мацина трава или бели тетрљан, тотрљан, горчика, смрдуша, јетрена трава, кокочитац, маруља, пепељуга, сумрак (лат. Marrubium vulgare), је вишегодишња, лековита зељаста биљка из породице уснатица (Lamiaceae).

## Опис биљке
Вишегодишња зељаста биљка, непријатног мириса. Стабљика неразграната или разграната, достиже висину до 50см. Листови округласти или јајасти на лисној дршци. Лиска наборана, дуж обода тупо назубљена, густо покривена белим длакама. Цветови мали многобројни, груписани у размакнуте пршљенове. Чашица цеваста бело филцана са десет зубаца. Круница бела покривена маљама.
Станиште: Расте на сушним пашњацима, осулинама, сиромашним ливадама.

## Употреба
Користи се херба (официнални, вршни делови биљке у цвету). Садржи флавоноиде, дитерпене: марубин, премарубин, танине. Горка дрога, дигестив, експекторанс. Употребљава се за ублажавање бронхитиса и кашља.

## Галерија
- листови